# 須坂ショッピングセンター パルム
須坂ショッピングセンター パルム（すざかショッピングセンター パルム）は、長野県須坂市須坂にて営業していた複合施設の名称である。

## 概要
1969年（昭和44年）に地元商店主らが出資し、鋳物工場跡地に建設。須坂市初の大型商業施設として開業。鉄筋コンクリート造3階建て。1階に通路と店舗、2階と3階に住居などを備える複合施設となっていた。駐車場は旧金小製糸所の下綿屋小林家の地所にあった。増床・増築を経て閉業まで現在の形となり、開業から閉業まで半世紀以上経過していた。
食品や衣料の大型スーパー、ボウリング場などが入り、最盛期には40店舗ほどが営業していた。昭和50年代には近隣に地元資本の「フジ会館」「ナガイ」が相次いで出店。その他にも県外資本の大手スーパー「ジャスコ」（現：イオン須坂駅前店）が進出し、一帯は競争が激化。増床・増築等をおこなって対抗した。
買い物の中心地として賑わったが、1980年代になると、隣の長野市を含め大型店の影響を受けるようになり徐々に客足が減少。1991年（平成3年）、てこ入れのため通路の天井をガラスドームにして開放感のある造りに改装。あわせて愛称を「パルム」とした。
1994年（平成6年）3月期には年収入高約1億4700万円を計上していたが、1990年代後半に核テナントの衣料品店「荒井屋（中野市）」と食品スーパー「マツヤ」の撤退を機に集客力を失っていった。テナント料の減少でこの頃から運営が厳しくなる。徐々に店舗が減り、シャッターを下ろしたままの区画が目立つようになり、施設の閉鎖発表時には10店舗ほどが営業していた。2023年（令和5年）3月期の年収入高は約1500万円にとどまり、債務超過に陥っていた。帝国データバンク長野支店によると、少なくとも2017年（平成29年）3月期から赤字が続いていたとみられる。
2024年（令和6年）、管理・運営する協同組合が施設の閉鎖を検討していることが報じられる。後に、2024年秋に閉鎖する方針が示されたことも報じられた。設備改修費の捻出が困難なためとしている。組合は組合員や営業店舗の減少などで資金繰りが厳しく改修費を捻出できない状況。総会などを経て是正が困難だと結論づけ、ビル閉鎖や組合の自己破産手続きを進める方針を2023年（令和5年）、組合員に伝えた。防火設備の不備が消防法に違反しているとして須坂市から是正を求められていた。
市によると、同センターは、不特定多数の人が出入りすることから特定用途防火対象物に位置付けられ、消防法で最も厳しい規制が課せられている。市は2022年（令和4年）10月に立ち入り検査を実施し、不備が見つかったことから改修するよう通知。一部は是正されたが、2023年11月に再び不備があり警告書を出している。スプリンクラーが機能しないなど火災発生に備えた設備が不十分との指摘を受けた。組合によると、ビル内の店舗・住居の土地と建物はそれぞれの店主や住民が所有。今後については「組合員や店舗関係者に方針を伝えているが、具体的な内容は言えない」とした。一方、関係者によると、組合からは施設の閉鎖や、組合員らが所有する土地・建物の組合への売却などを呼びかける方針が示されている。ただ、組合員の中には方針を疑問視する声や閉鎖の方針にまだ合意していない店もあるとした。また、ビル閉鎖に向け、組合員や住民らが所有する不動産を1円で購入し、期限付きの賃貸借契約を結ぶ提案を組合がしているとした。
閉鎖を目前とした2024年（令和6年）9月には全ての店が移転や閉業をした。20日、施設を管理する協同組合は事業活動を停止し、実質的に施設を閉鎖した。同年10月28日に、長野地方裁判所から協同組合の清算を図る破産手続きの開始決定を受けた。負債は約16億3506万円。

協同組合の関係者によると、取材時点で上層階の住居部分は複数人が住んでおり、継続して住みたい意向を示しているという。建物の今後について取材時点で「まったく決まっていない」としている。

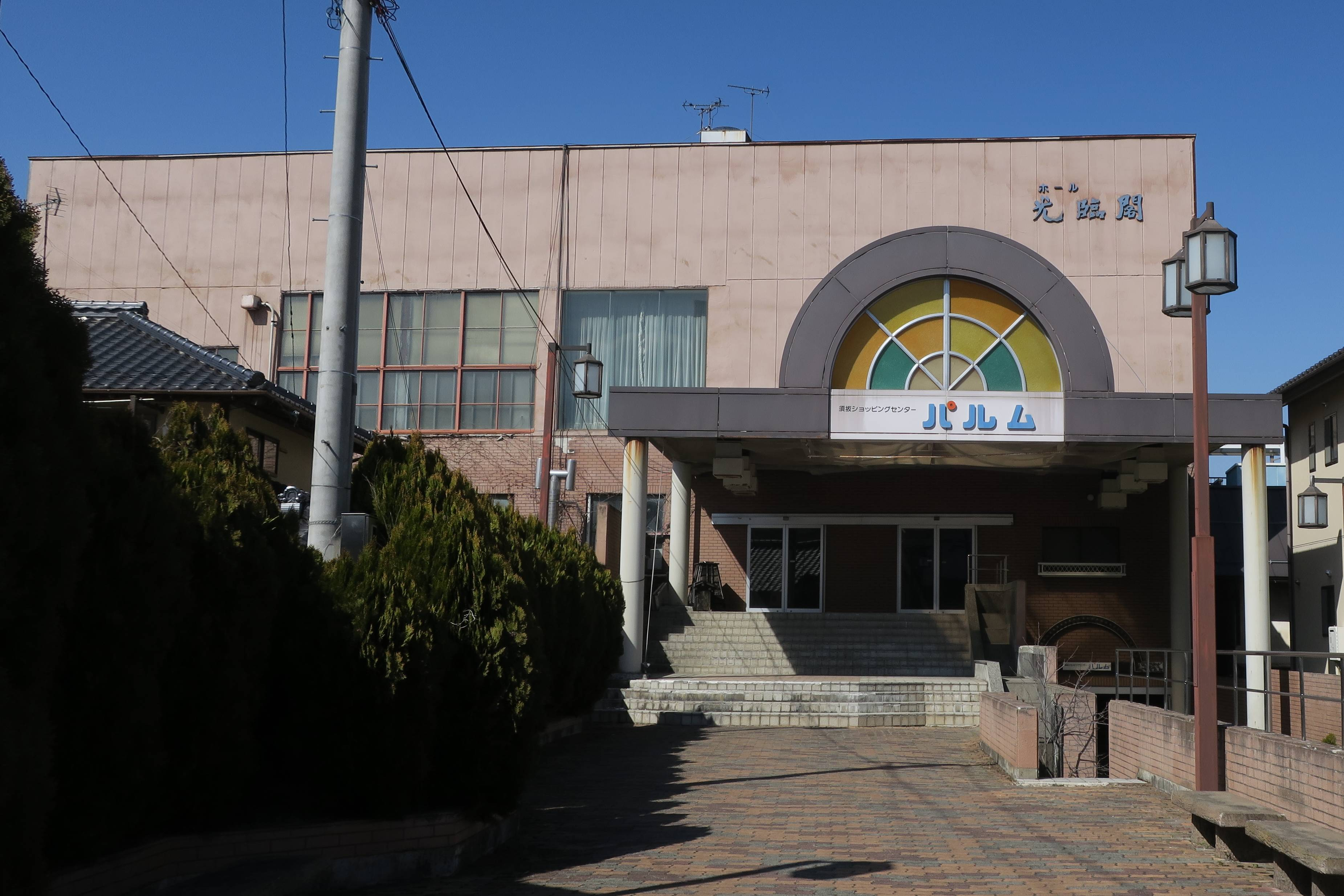
南側出入口
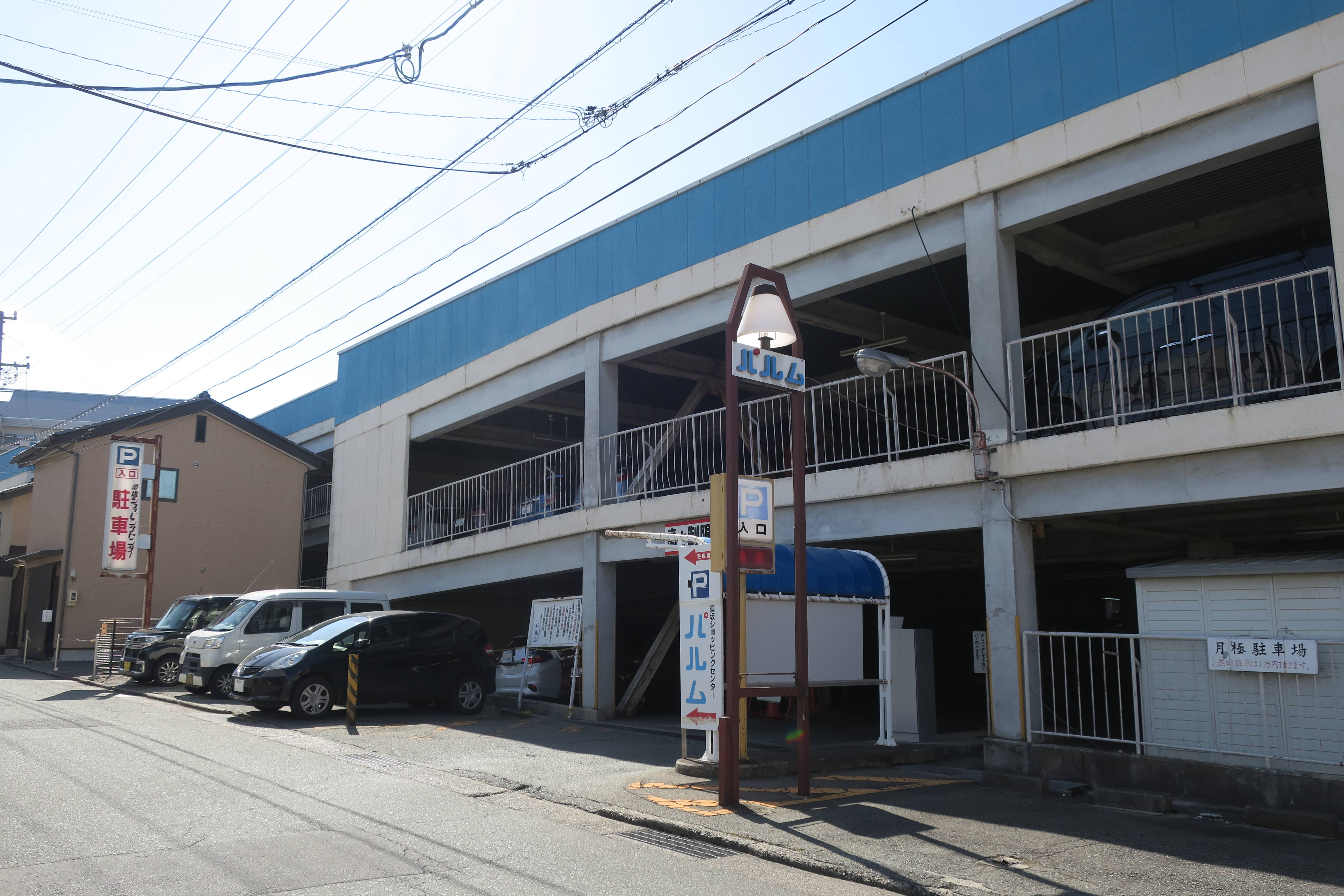
立体駐車場
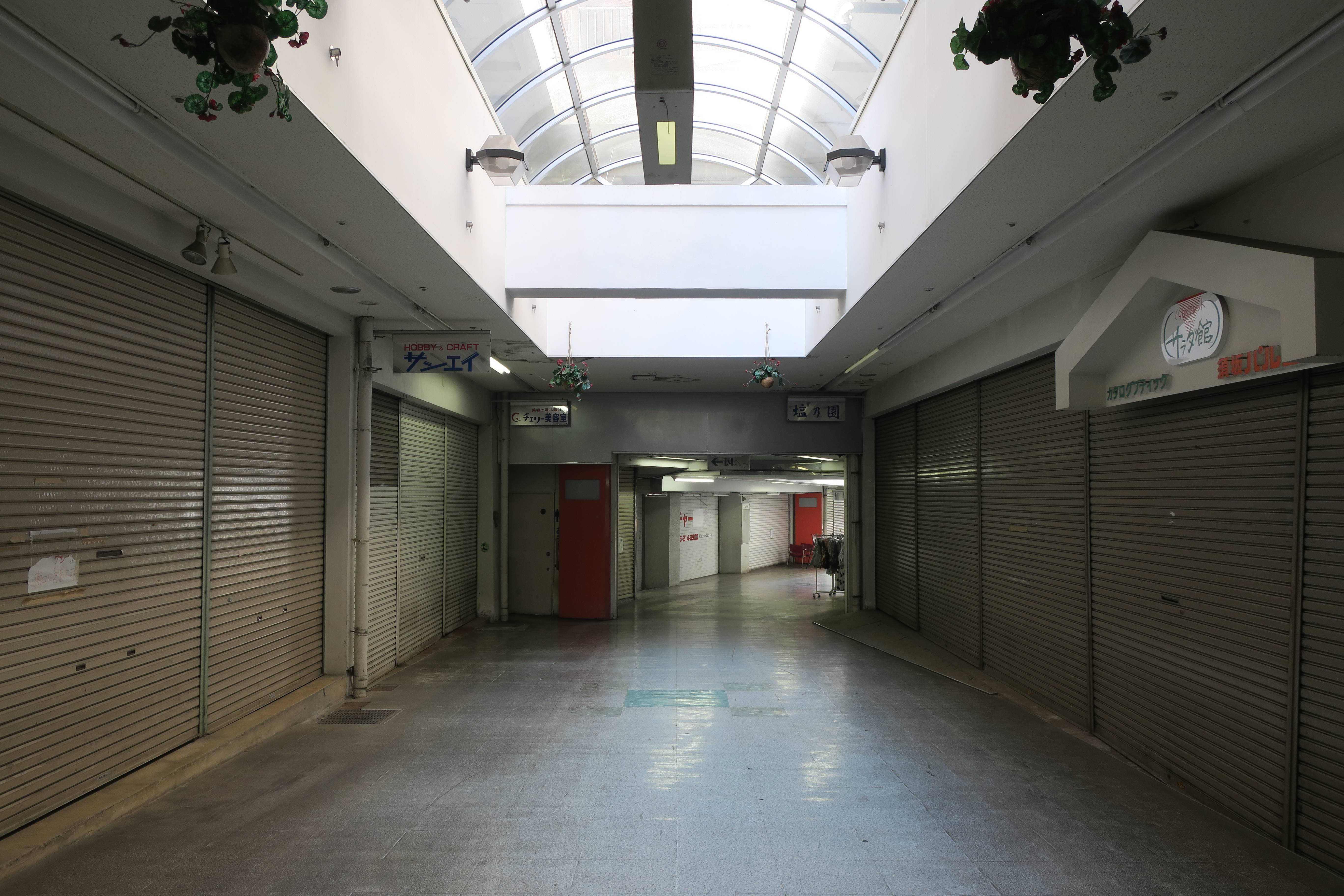
施設内部

## アクセス
- 長野電鉄長野線須坂駅より徒歩で約5分[6]。
- 長野県道344号・国道403号線沿い。
  - 上信越自動車道須坂長野東IC・小布施スマートICより車で約10分。